# Championnat du Nicaragua de football 1958
Navigation
Saison précédente Saison suivante
La Primera División 1958 est la vingtième édition de la première division nicaraguayenne.
Lors de ce tournoi, le Diriangén FC a tenté de conserver son titre de champion du Nicaragua face aux meilleurs clubs nicaraguayens.

## Bilan du tournoi
| Tableau d'Honneur |               |
| Compétition       | Vainqueur     |
| Primera División  | Club Atlético |

| Promotions et relégations   |         |
| Relégué en Segunda División | Inconnu |
| Promu de Segunda División   | Inconnu |